# Euptychia maimoune
Euptychia maimoune är en fjärilsart som beskrevs av Butler 1870. Euptychia maimoune ingår i släktet Euptychia och familjen praktfjärilar. Inga underarter finns listade i Catalogue of Life.